# 407 (klasa jachtu)

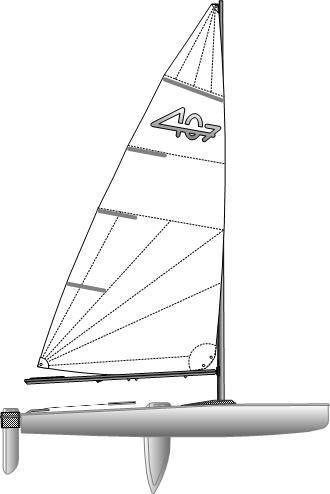

ISA407 &#150; – klasa niewielkich jachtów regatowych produkcji polskiej. Jednostki klasy regatowej 407 są większe od jachtów międzynarodowej klasy Optimist i są bez ograniczeń wiekowych. Kadłub wykonany jest całkowicie z materiałów poliestrowych.
Projektantem żaglówki jest Sławomir Baranowski.

## Dane techniczne
- Długość - 407 cm
- Szerokość - 152 cm
- Waga - 54 kg
- Powierzchnia żagla - 6 m²
- Wysokość masztu - 572 cm